# Hyphochytrea
Hyphochytrea Caval.-Sm. – klasa organizmów, która w klasyfikacji Cavallera-Smitha zaliczana jest do królestwa chromistów (Chromista).

## Systematyka i nazewnictwo
Według klasyfikacji Index Fungorum bazującej na Dictionary of the Fungi Hyphochytrea to takson monotypowy z jednym tylko rzędem:
- podklasa incertae sedis
  - rząd  Hyphochytriales Sparrow 1960 
    - rodzina Hyphochytriaceae A. Fisch. 1892
    - rodzina Rhizidiomycetaceae Karling ex P.M. Kirk, P.F. Cannon & J.C. David 2001